# IFixit
iFixit是一家設於美國加州聖路易斯-奧比斯波（San Luis Obispo）的公司，創立於2003年。該公司設立的同名網站以類似wiki網站的方式刊登電子產品等的DIY維修、拆解指南，並接受讀者投稿  。拆解指南會根據拆解難易度以分數評定（滿分10分為最容易拆解）。近年來該公司以在第一時間取得蘋果公司新發售的產品進行拆解，拆解後報告刊登於網站上而聞名。該公司亦販售DIY工具及零件。

## 商业模式
iFixit提供新款手機、筆記型電腦及一些電子產品的拆解(如Apple的智慧音響Homepod)，並且以販售拆解工具，如螺絲起子組，以及廣告宣傳營利。
iFixit的聯合創辦人Kyle Wiens曾說，他的目標是通過提供工具及論壇的維修資料，讓消費者自行維修產品，從而減少電子產品的浪費。

## 外部連結
- iFixit: The Free Repair Manual（页面存档备份，存于） 官方網站